# 科斯蒂廖莱-达斯蒂
科斯蒂廖莱-达斯蒂（義大利語：Costigliole d'Asti），是意大利阿斯蒂省的一个市镇。总面积36.86平方公里，人口6119人，人口密度166.0人/平方公里（2009年）。ISTAT代码为005050。